# Tibetische Zwerghamster
Die Tibetischen Zwerghamster (Urocricetus) bilden eine Gattung der Hamster. Bis zu vier Arten werden unterschieden, der Kham-Zwerghamster, der Tibet-Zwerghamster, Urocricetus tibetanus und der Ladakh-Zwerghamster.
Sie bewohnen Steppen, Wälder und Feuchtgebiete im Hochland von Tibet in China, im Westen Nepals und im äußersten Norden Indiens.

## Körpermerkmale
Die Kopf-Rumpf-Länge der Tibetischen Zwerghamster beträgt 80 bis 112 Millimeter, die Schwanzlänge 30 bis 64 Millimeter, die Hinterfußlänge 15 bis 18 Millimeter und die Ohrlänge 13 bis 18 Millimeter. Die größte Schädellänge beträgt 23,5 bis 29 Millimeter und das Körpergewicht 20 bis 48 Gramm.
Vom Daurischen Zwerghamster und vom Sokolow-Zwerghamster unterscheiden sich die Tibetischen Zwerghamster durch den längeren Schwanz, der gewöhnlich länger als drei Zentimeter ist. Mit dem Langschwanz-Zwerghamster haben sie dieses Merkmal gemeinsam, unterscheiden sich von ihm jedoch durch die kleinen Paukenblasen. Mit dem Grauen Zwerghamster haben sie beide Merkmale gemeinsam.
| Körpermaße in Millimetern | Kham-Zwerghamster | Tibet-Zwerghamster | Urocricetus tibetanus | Ladakh-Zwerghamster |
| ------------------------- | ----------------- | ------------------ | --------------------- | ------------------- |
| Kopf-Rumpf-Länge          | 88–112            | 86–103             | 103                   | 80–98               |
| Schwanzlänge              | 51–64             | 40–50              | 30–37                 | 36–42               |
| Hinterfußlänge            | 17–18             | 15–18              | 17–18                 | 15–18               |
| Ohrlänge                  | 16–18             | 14–18              | 15–16                 | 13–16               |
| größte Schädellänge       | 27–29             | 26–28              | 23,5–25,4             | 25–28               |
| Körpergewicht in Gramm    | 20–40             | 24–39              |                       | 22–48               |
| Anzahl der Chromosomen    |                   |                    |                       | 22                  |

## Lebensweise und Verbreitung
Der Lebensraum der Tibetischen Zwerghamster sind Steppen, Wälder und Feuchtgebiete im Hochland von Tibet. Sie sind tag- und nachtaktiv und ernähren sich von den Samen von Gräsern, von Getreide und von Insekten. Die Fortpflanzung findet zwischen Mai und August statt und die Anzahl der Jungtiere je Wurf beträgt fünf bis zehn.
Ihr Verbreitungsgebiet sind Tibet, Qinghai, der Nordwesten Sichuans, der Nordwesten Gansus und der Süden Xinjiangs in China, der Westen Nepals sowie Ladakh im Norden Indiens.

## Systematik und Benennung

### Äußere Systematik
In älteren Systematiken wurden die Arten der Tibetischen Zwerghamster gewöhnlich der Gattung Cricetulus zugeordnet
(Simpson, 1945;
Flint, 1966;
Piechocki, 1969;
Corbet und Hill, 1980;
Honacki und Mitarbeiter, 1982;
Nowak und Paradiso, 1983;
Corbet und Hill, 1986;
Corbet und Hill, 1991;
Nowak, 1991;
Musser und Carleton, 1993;
McKenna und Bell, 1997;
Nowak, 1999;
Pawlinow, 2003;
Duff und Lawson, 2004;
Musser und Carleton, 2005;
Smith und Hoffmann, 2008).
Zusammengefasst werden sie als Cricetulus kamensis-Gruppe
oder als Untergattung Urocricetus
(Pawlinow, 2003;
Neumann und Mitarbeiter, 2006;
Romanenko und Mitarbeiter, 2007).
Einzelne Formen wurden daneben anderen Arten der Gattung Cricetulus zugeordnet.
Seit 2018 gelten die Tibetische Zwerghamster als eigenständige Gattung. Nach molekulargenetischen Untersuchungen sind sie die Schwestergattung der Kurzschwanz-Zwerghamster (Phodopus). Die von beiden gebildete Klade ist die Schwestergruppe einer von allen anderen Hamstergattungen gebildeten Klade.

### Innere Systematik
Smith und Hoffmann (2008) sowie Xuan Pan und Mitarbeiter (2025) unterteilen die Tibetischen Zwerghamster in vier Arten:
- den Kham-Zwerghamster (Urocricetus kamensis) mit den Unterarten
  - Urocricetus kamensis kamensis im Osten Tibets, im Nordwesten Sichuans und im Süden Qinghais sowie
  - Urocricetus kamensis kozlovi im Norden Qinghais, im Nordwesten Gansus und im Süden Xinjiangs,
- den Tibet-Zwerghamster (Urocricetus lama) hauptsächlich im Süden Tibets,
- Urocricetus tibetanus im zentralen Süden Qinghais und im Zentrum Tibets sowie
- den Ladakh-Zwerghamster (Urocricetus alticola) im Südwesten Xinjiangs, im Nordwesten Tibets, im Westen Nepals und in Ladakh im Norden Indiens.

Die Unterteilung der Tibetischen Zwerghamster in Arten und Unterarten und deren Zuordnung ist jedoch nicht unumstritten.
Wang und Zheng (1973) unterscheiden lediglich die Arten Cricetulus kamensis und Cricetulus alticola und ordnen kozlovi, lama und tibetanus als subjektive Synonyme Cricetulus kamensis zu.
Einige Systematiker übernehmen diese Zuordnung
(Corbet, 1978; Honacki und Mitarbeiter, 1982; Musser und Carleton, 1993, 2005)
und die meisten anderen folgen ebenfalls der Einteilung in die beiden genannten Arten (Corbet und Hill, 1980; Nowak und Paradiso, 1983;
Corbet und Hill, 1986; Corbet und Hill, 1991; Nowak, 1991; Nowak, 1999; Pawlinow, 2003; Duff und Lawson, 2004).
Andere Systematiker ordnen alle Formen einer einzigen Art zu
(Feng und Mitarbeiter, 1986;
Zhang und Mitarbeiter, 1997;
Wang, 2003)
oder führen Cricetulus lama als eigenständige Art
(Ellerman, 1941;
Ellerman und Morrison-Scott, 1951).
Zudem wird statt Cricetulus kamensis mitunter das subjektive Juniorsynonym Cricetulus lama verwendet.
Kryštufek und Shenbrot (2025) unterscheiden in ihrer Monografie über die Hamster nur zwei Arten (Urocricetus kamensis und U. lama mit den Unterarten U. lama lama und U. lama alticola).

### Benennung
Konstantin Alexejewitsch Satunin stellte die Gattung Urocricetus mit der neu beschriebenen Typusart Urocricetus kamensis und der ebenfalls neu beschriebenen Art Urocricetus kozlovi 1903 auf.
Der Gattungsname Urocricetus leitet sich von altgriechisch oura (ουρα, „Schwanz“) und mittellateinisch cricetus („Hamster“) ab.
Flint (1966) bezeichnet Cricetulus lama und Cricetulus alticola als „tibetanische Zwerghamster“
und Piechocki (1969) verwendet „Tibetanischer Zwerghamster“ als deutschen Trivialnamen für Cricetulus lama, der einzigen von ihm genannten Art der Gruppe.